# Lac la Biche (Alberta)
Pour la commune, voir Lac La Biche (ville).
Le lac la Biche (ˌlæk_lə_ˈbɪʃ) est un lac situé au nord de la région du centre de l'Alberta, au Canada. Il est situé le long de la Northern Woods and Water Route, à 95 km à l'est d'Athabasca.
Le lac la Biche a une superficie de 236 km2 en incluant la superficie des îles situées sur le lac (3,2 km2). La rivière Owl s'écoule dans le lac, et ses eaux se déversent à travers La Biche River dans la rivière Athabasca.
Le parc provincial Sir Winston Churchill (en) est situé sur l'une des îles du lac. La ville de Lac La Biche est située sur la côte sud du lac. Les communautés de Plamondon, Barnegat et Owl River sont également situées autour du lac la Biche.
Le lac et la ville ayant le même nom, à l'exception d'une lettre majuscule, la population locale se réfère souvent de manière redondante au lac sous le nom de « Lac la Biche Lake » pour le distinguer de la ville.